# پرش (ترانه تایلا، گانا و اسکیلیبنگ)
«پرش» (انگلیسی: Jump) ترانه‌ای از تایلا، خواننده اهل آفریقای جنوبی، رپر آمریکایی گانا و رپر جامائیکایی اسکیلیبنگ برای نخستین آلبوم استودیویی تایلا به نام تایلا است. ترانه‌سرایی آن بر عهدهٔ تایلا، موچا، بیلیو، گانا و اسکیلیبنگ و به تهیه‌کنندگی سامی سوسو است.

## جدول‌های موسیقی
| جدول (۲۰۲۴)                                         | بالاترین جایگاه |
| --------------------------------------------------- | --------------- |
| کانادا (۱۰۰ تک‌آهنگ داغ کانادا)                      | ۸۷              |
| ایرپلی خارجی فرانسه (اس‌ان‌ئی‌پی)                      | ۳۰              |
| ۲۰۰ آهنگ جهانی (بیلبورد)                            | ۱۹۵             |
| یونان بین‌المللی (آی‌اف‌پی‌آی)                          | ۳۱              |
| ایرلند (ایرما)                                      | ۶۶              |
| هلند (۱۰۰ تک‌آهنگ برتر)                              | ۵۱              |
| تک‌آهنگ‌های داغ نیوزیلند (آرام‌ان‌زی)                   | ۲۲              |
| نیجریه (ترن تیبل تاپ ۱۰۰)                           | ۵۷              |
| پرتغال (ای‌اف‌پی)                                     | ۱۷۹             |
| آفریقای جنوبی (تی‌اواس‌ای‌سی)                          | ۱۸              |
| سورینام (تاپ ۴۰ بین‌المللی)                          | ۳               |
| سوئیس (شوایزر هیت‌پاراد)                             | ۴۹              |
| تک‌آهنگ‌های بریتانیا (اوسی‌سی)                         | ۳۸              |
| آفروبیت بریتانیا (اوسی‌سی)                           | ۱               |
| آراندبی/هیپ هاپ بریتانیا (اوسی‌سی)                   | ۸               |
| ترانه‌های افروبیت ایالات متحده (بیلبورد)             | ۳               |
| ترانه‌های داغ آراندبی/هیپ-هاپ ایالات متحده (بیلبورد) | ۴۲              |
| ریتمیک ایالات متحده (بیلبورد)                       | ۱۶              |
| فروش ترانه‌های دیجیتال ایالات متحده (بیلبورد)        | ۶               |

## گواهی‌نامه‌ها
| منطقه                                   | گواهی | واحد گواهی‌شده/فروش |
| --------------------------------------- | ----- | ------------------ |
| کانادا (میوزیک کانادا)                  | Gold  | ۴۰٬۰۰۰             |
| رقم فروش+پخش جاری تنها بر پایهٔ گواهی‌ها. |       |                    |

## تاریخچه انتشار
| منطقه        | تاریخ       | فرمت(ها)       | ناشر(ها) | منابع  |
| ------------ | ----------- | -------------- | -------- | ------ |
| ایالات متحده | ۱۴ مه ۲۰۲۴  | ریتمیک کراس‌آور | فکس      | [ ۲۱ ] |
| ایتالیا      | ۷ ژوئن ۲۰۲۴ | رادیو ایرپلی   | سونی     | [ ۲۲ ] |